# Frederik Gerrit Edmond Merkes van Gendt
Frederik Gerrit Edmond Merkes van Gendt, heer van Gendt en Erlecom (Grave, 10 november 1831 − 's-Gravenhage, 27 november 1884) was een Nederlands politicus.

## Biografie
Merkes was een telg uit het adellijke geslacht Merkes van Gendt en een zoon van jhr. Johannes Gerrit Willem Merkes van Gendt, heer van Gendt en Erlecom (1798-1859) en de Vlaamse Denise Amélie Isabelle Castricque (1802-1884); hij was een broer van componist jhr. Willem Julien Lodewijk Merkes van Gendt (1840-?). Van 1851 tot 1861 was hij officier en van 1863 tot 1874 majoor-commandant van de dienstdoende schutterij van Gorinchem. Hij begon zijn politieke loopbaan als gemeenteraadslid van Gorinchem in 1863. Vervolgens werd hij in 1864 lid van Provinciale Staten van Zuid-Holland tot dat hij in 1879 liberaal lid werd van de Eerste Kamer der Staten-Generaal hetgeen hij tot zijn overlijden zou blijven. In die laatste hoedanigheid voerde hij het woord op het gebied van defensie.
Jhr. F.G.E. Merkes van Gendt trouwde in 1857 met Margaretha Alida Hendrika Boxman (1833-1882), uit welk huwelijk geen kinderen werden geboren; hij overleed in 1884 op 53-jarige leeftijd.
- Biografisch Portaal: 30403542
- Gemeinsame Normdatei: 1021136298
- Parlement.com: vg09ll3az0z1
- Virtual International Authority File: 233245827
- WorldCat: E39PBJB8vXXGTdhrXbCBfHG8md